# Stéphan Roelants

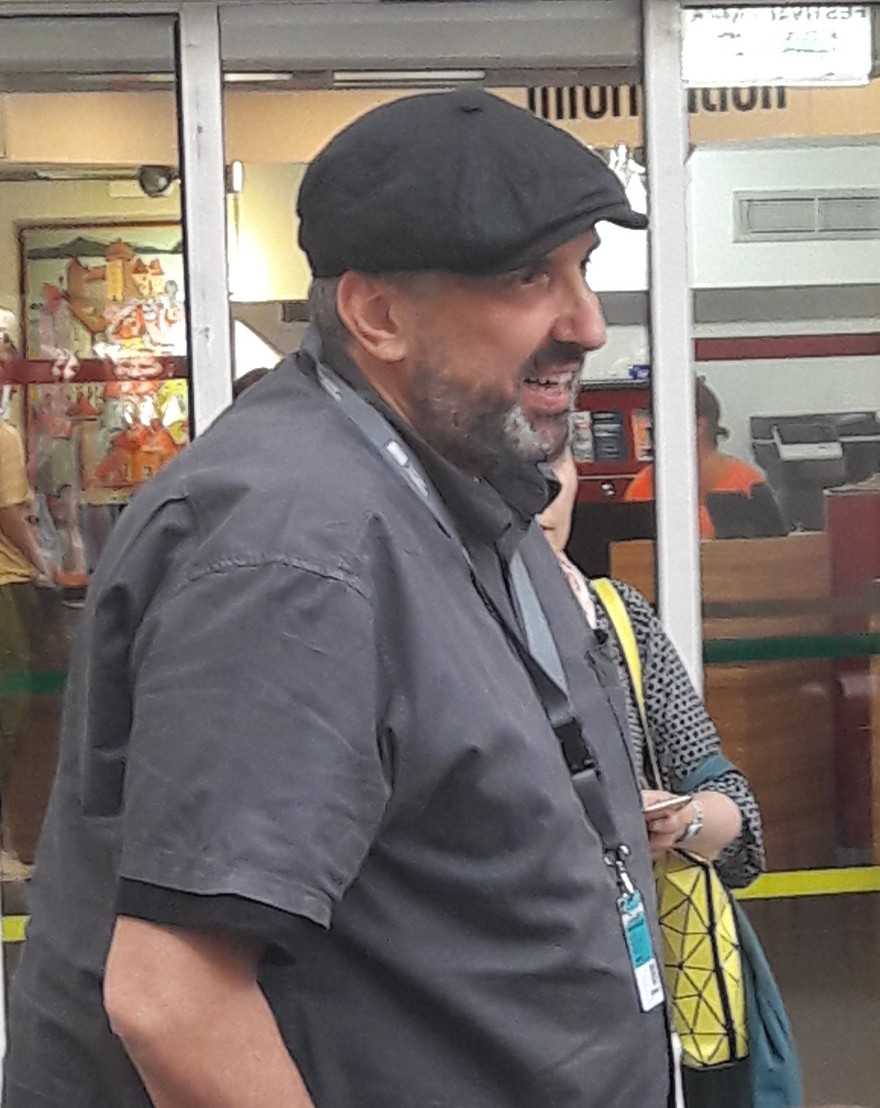
Stéphan Roelants

Stéphan Roelants (* 1965 in Mons) ist ein belgischer Filmproduzent.

## Leben
Stéphan Roelants studierte Rechtswissenschaften, Journalismus und Wirtschaft. Anschließend begann er sich jedoch als Filmproduzent einen Namen zu machen. Er zog nach Luxemburg, wo er 1996 Studio 352 und 1997 Melusine Productions gründete. Beide Produktionsgesellschaften setzen vor allem Dokumentar- und Animationsfilme um.
Als Produzent des Films Wolfwalkers (2020) wurde er bei der Oscarverleihung 2021 für einen Oscar in der Kategorie Bester animierter Spielfilm nominiert.

## Filmografie
- 2020: Wolfwalkers
- 2019: The Swallows of Kabul
- 2019: California Dreaming (Dokumentarfilm)
- 2019: Zero Impunity (Dokumentarfilm)
- 2017: Der Brotverdiener (The Breadwinner)
- 2017: Ernest and Célestine: The Collection (Fernsehserie)
- 2016: Überflieger – Kleine Vögel, großes Geklapper (Richard the Stork)
- 2016: Ethel & Ernest
- 2016: Mullewapp – Eine schöne Schweinerei
- 2014: Die Melodie des Meeres (Song of the Sea)
- 2014: The Facts in the Case of M. Valdemar (Kurzfilm)
- 2014: Les Triplés (Fernsehserie)
- 2013: Die Abenteuer des jungen Marco Polo (The Travels of the Young Marco Polo) (Fernsehserie)
- 2013: Tante Hilda!
- 2013: Ma maman est en Amérique, elle a rencontré Buffalo Bill
- 2012: Der Tag der Krähen (Le jour des corneilles)
- 2012: Vauban (Vauban, la sueur épargne le sang) (Dokumentarfilm)
- 2012: Ernest & Celestine
- 2010: Allez raconte!
- 2009: Panik in der Pampa (Panique au village)